# 론 위즐리

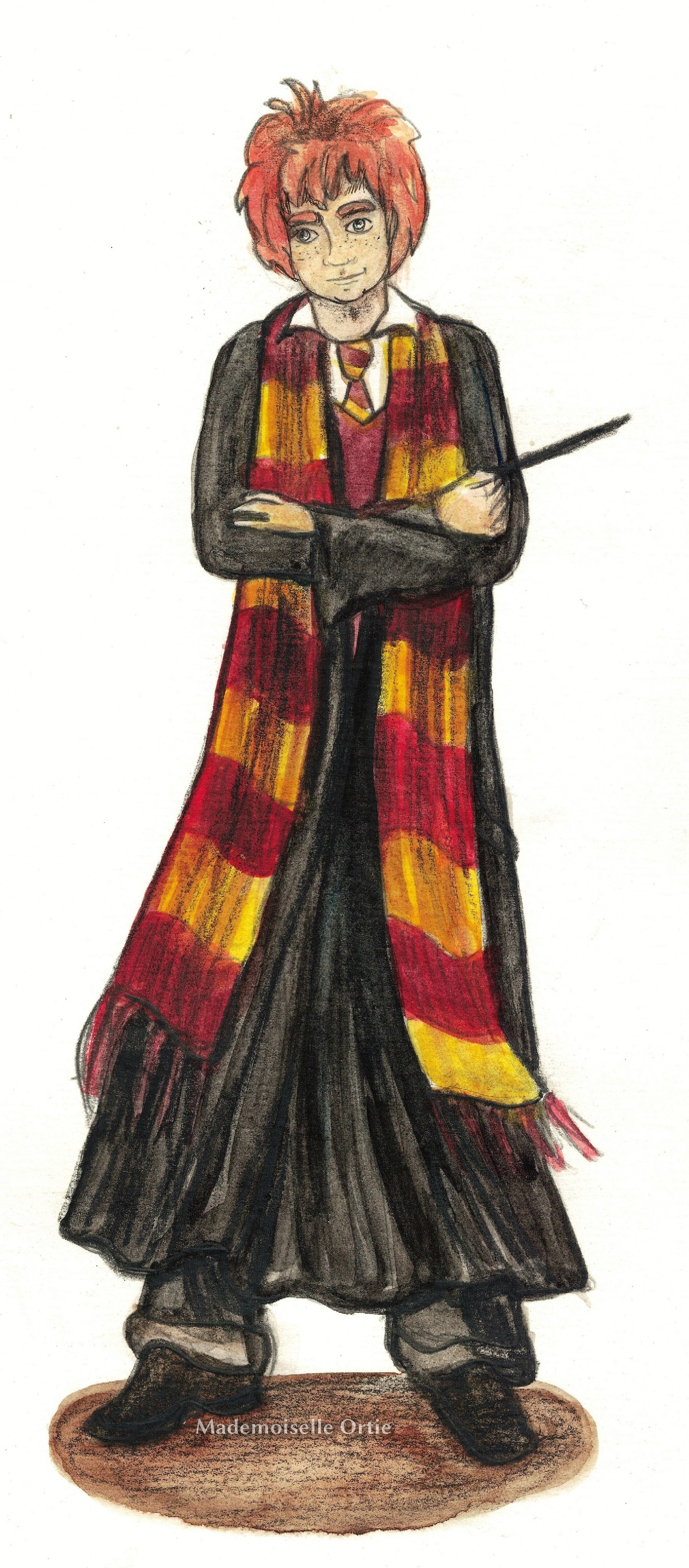

론 위즐리(Ronald Bilius Ron Weasley, 1981년 3월 1일~)는 조앤 K. 롤링의 판타지 소설 《해리 포터》 시리즈의 등장인물이다. 호그와트 그리핀도르 기숙사 소속의 학생으로, 해리 포터와 헤르미온느 그레인저의 절친한 친구이다. 영화에서 론의 역할은 루퍼트 그린트가 맡았다. 한국판 성우는 김성은(마법사의 돌~불의 잔), 박성태(불사조 기사단~죽음의 성물 2부)
그는 호리호리하면서 키가 크고 긴 코와 큰 손발을 가졌으며 붉은 머리를 가지고 있고 먹성 좋고 겁이 많고 마법은 평소에 잘 못하지만 결정적인 순간에 기지를 발휘하는 소년이다. 마법사 체스의 고수이며 해리 포터, 헤르미온느 그레인저와 절친이다. 주근깨가 있는 소년으로 묘사되었다. 헤르미온느 그레인저와 결혼하여 딸 로즈 그레인저 위즐리, 아들 휴고 그레인저 위즐리를 낳았으며, 오러를 그만두고 조지 위즐리와 쌍둥이 형제의 신기한 장난감 가게를 운영하고 있다. 거미를 무서워한다.